# Alfredo Amarillo Kechichian
Alfredo Amarillo Kechichian (Montevideo, 2 de gener de 1953) és un exfutbolista uruguaià de la dècada de 1970.

## Trajectòria
Jugava pel costat esquerre del camp, primer com a extrem, més tard com a interior i finalment com a lateral. Debutà professionalment al seu país natal a les files del Club Nacional de Football de Montevideo. El 1973 es traslladà a Espanya on fitxà pel Reial Valladolid, jugant tres temporades al club castellà, totes elles a Segona Divisió. El FC Barcelona el fitxà el 1976 per 15 milions de pessetes. Disputà 50 partits oficials amb el club (33 la 76-77, 17 la 77-78 i 4 la 78-79). Aquesta darrera temporada fou cedit a la UD Salamanca per la manca de fitxes per a jugadors estrangers. Durant la seva estada al Barcelona guanyà una Copa del Rei la temporada 1977-78.
El 1979 fitxà pel RCD Espanyol, juntament amb Bio i Francisco Fortes dins del traspàs de Canito pel Barça. Després de la seva primera temporada a l'Espanyol, en la qual disputà 17 partits de lliga i marcà un gol, fou cedit al Toros Neza mexicà per la campanya 1980-81, però el novembre de 1980 abandonà el club, restant la resta de la temporada inactiu. Acabà la seva trajectòria esportiva al Danubio FC de Montevideo.
Disputà el preolímpic juvenil de Colòmbia 1971 amb la selecció de l'Uruguai.